# لورنتز الدیرن
لورنتز الدیرن (انگلیسی: Lorentz Eldjarn; ۲۳ مارس ۱۹۲۰ – ۱۱ فوریهٔ ۲۰۰۷) پزشک، استاد، و شیمی‌دان اهل نروژ بود.